# Kim Byung-oh
Đây là một tên người Triều Tiên, họ là Kim.
Kim Byung-oh (tiếng Hàn: 김병오; sinh ngày 26 tháng 6 năm 1989) là một cầu thủ bóng đá Hàn Quốc thi đấu ở vị trí tiền đạo cho Sangju Sangmu.

## Sự nghiệp
Kim thi đấu cho CFR Cluj trong nửa đầu năm 2012, but made no appearance. Anh trở lại Hàn Quốc mùa hè năm đó và ký hợp đồng với Ulsan Hyundai Mipo. Anh gia nhập Chungju Hummel vào tháng 1 năm 2015.